# Septembre 1944
Les événements concernant la Seconde Guerre mondiale sont détaillés dans l'article Septembre 1944 (Seconde Guerre mondiale).

## Évènements
- L’armée hongroise s’engage en Transylvanie du Sud contre les troupes roumaines et soviétiques.
- Les armées soviétiques effectuent leur jonction avec les troupes yougoslaves de Tito, composées de partisans communistes, et lancent une offensive contre l’armée d’occupation allemande en Yougoslavie.
- Entrée des troupes soviétiques en Estonie. Plus de 60 000 Estoniens collaborateurs des Allemands s’enfuient en Suède, en Allemagne ou se retranchent en Courlande, pour éviter d'avoir à rendre des comptes sur leurs activités durant la période 1941-1944.
- La Bulgarie rejoint le camp des alliés.
- Début de la Guerre de Laponie.
- Septembre - octobre, Italie : une zone libérée dans le Piémont par les partisans résiste jusqu’au 22 octobre. La Résistance dans le Nord montre une efficacité accrue et les Allemands se livrent contre elle à une répression atroce comme à Sant'Anna di Stazzema (12 août) ou à Marzabotto dans le Piémont (29 septembre).

- 1er septembre :
  - Départ de Tourcoing du « Train de Loos » qui emmène en déportation en Allemagne 841 prisonniers politiques détenus à la prison de Loos-lez-Lille.
  - Libération de Dieppe, Arras et Verdun.
  - Premier vol du chasseur-bombardier britannique Hawker Fury.

- 2 septembre :
  - Entrée en Belgique des forces américano-britanniques qui libèrent Bruxelles le 3 septembre.
  - libération d'Abbeville, de Maubeuge et de Namur ;
  - la station TSF d'Ouessant, FFU, est totalement détruite par fait de guerre (fréquence de 500 kHz).
  - tueries de Jemappes

- 3 septembre : Lyon est libérée par des troupes franco-américaines. Lille et Saint-Étienne sont également libérées.

- 4 septembre :
  - Les alliés marchent sur le Rhin et occupent Anvers qui est libérée par la 11e division blindée britannique.
  - Demande d'armistice de la Finlande.
  - Arrêt des tirs de missiles V1 sur l'Angleterre.

- 5 - 6 septembre : bombardement du Havre (Normandie) sans raison véritable qui fit plus de victimes civiles que militaires.

- 7 septembre, Indonésie : Le premier ministre japonais Kuniaki Koiso promet l’indépendance « pour un avenir très proche ». Les difficultés des forces de l’Axe en été favorisent l’organisation d’un mouvement antijaponais.

- 7 septembre - 8 septembre : Pétain et Laval sont transférés par les Allemands à Sigmaringen. Besançon est libérée.

- 8 septembre :
  - Un premier V2 visant Paris est tiré, il atteindra Maisons-Alfort et causera la mort de 6 personnes.
  - Les premiers missiles V2 sont lancés sur Londres à une distance de 300 km, à une vitesse de 3 500 km/h. Une moyenne de 46 % d’entre eux toucheront leur cible.
  - Offensive des Carpates. Les Soviétiques entrent en Hongrie et en Bulgarie.

- 10 septembre :
  - Conférence Churchill-Roosevelt à Québec, consacrée surtout à l’avenir de l’Allemagne. Le plan Morgenthau propose d’en faire un pays essentiellement agricole.
  - Les troupes alliées entrent en Allemagne.
  - Bombardements de Nantes par les alliés.
  - Reddition de la colonne Elster à Issoudun.

- 11 septembre : seconde libération de Châteauroux.

- 12 septembre :
  - La Roumanie signe l’armistice à Moscou puis retourne les armes contre l’Allemagne et la Hongrie.
  - Jonction près de Dijon des troupes venant de Provence et de Normandie ;
  - de Gaulle expose son programme politique au Palais de Chaillot à Paris.

- 14 septembre :
  - Les Hollandais installent à Brisbane un gouvernement provisoire des Indes orientales néerlandaises et rassemblent fonctionnaires et troupes pour partir en Indonésie. Le gouvernement de la reine reconnaît « le droit légitime de l’Indonésie d’avoir une existence nationale propre » mais ne prévoit pas la disparition des liens de dépendance[1].
  - L’écrivain Robert Brasillach, recherché pour fait de collaboration, se constitue prisonnier.

- 15 septembre :
  - Les Soviétiques sont à Sofia.
  - Les Marines débarquent sur l’île de Peleliu Bataille de Peleliu.
  - Début du siège de Dunkerque .
  - France : création des « cours spéciales de justice ».

- 15 septembre - 25 novembre : Bataille de Peleliu

- 17 septembre : libération de Nancy.

- 17 - 26 septembre : Échec de l’opération aéroportée Market Garden, la plus importante de la guerre, sur Arnhem. Montgomery voulait prendre les ponts sur la Meuse, le Waal et le Rhin.

- 18 septembre : publication par le Comité national des écrivains de la liste des auteurs suspects de collaboration.

- 19 septembre : libération de Brest et de Boulogne-sur-Mer.

- 20 septembre : 
  - le Prince Charles prête le serment constitutionnel et devient Régent de Belgique.
  - Cérémonie de Remise de la ville de Brest par le général américain Troy H. Middleton au maire Jules Lullien.

- 23 septembre : le gouvernement provisoire décide l’amalgame des FFI dans l’armée régulière.

- 24 septembre : libération d'Épinal par les troupes américaines du général Alexander Patch.

- 25 septembre : congrès préparatoire au Protocole d'Alexandrie.

- 26 septembre : dans une déclaration commune, Roosevelt et Churchill assurent qu’ils remettront progressivement aux autorités italiennes l’administration des territoires libérés et invitent le gouvernement à nommer ses représentants à Londres et Washington.

- 30 septembre : la garnison allemande de Calais se rend aux troupes de la 3e division d'infanterie canadienne.

## Naissances
- 2 septembre :
  - Gilles Marchal, auteur-compositeur-interprète français († 11 avril 2013).
  - Claude Nicollier, spationaute suisse.
- 3 septembre : Sherwood C. Spring, astronaute américain.
- 5 septembre : 
  - Dario Bellezza, écrivain, poète et dramaturge italien. († 31 mars 1996).
  - Axel Kahn, généticien français († 6 juillet 2021).
- 6 septembre : 
  - Jean-Paul Jaeger, évêque catholique français, évêque d'Arras.
  - Christian Boltanski, artiste plasticien français († 14 juillet 2021).
- 9 septembre :
  - Bernard-Nicolas Aubertin, évêque catholique français, archevêque de Tours.
  - George Mraz, contrebassiste de jazz d'origine tchèque († 16 septembre 2021).
- 12 septembre : Barry White, auteur-compositeur-interprète américain († 4 juillet 2003).
- 13 septembre : Jacqueline Bisset, actrice britannique.
- 14 septembre :
  - Robert Gravel, comédien canadien († 12 août 1996).
  - Joey Heatherton (en), actrice, danseuse et chanteuse américaine.
  - Paul-Ferdinand Heidkamp, footballeur professionnel allemand († 28 juin 2019).
  - Martyn Hill, ténor britannique.
  - Jean-Pierre Kasprzak, footballeur belge.
  - Rowena Morrill, artiste et illustratrice américaine de science-fiction et de fantasy († 11 février 2021).
  - Günter Netzer, footballeur allemand.
  - Jean Offredo, journaliste et écrivain français d'origine polonaise († 27 mars 2012).
  - Colette Revenu, fleurettiste française.
  - Peter Steiner, graphiste canadien d'origine suisse.
  - Gérard Voitey, notaire et homme d'affaires français († 3 décembre 1994).
- 18 septembre :
  - Rocío Jurado, chanteuse et actrice espagnole († 1er juin 2006).
  - Charles L. Veach, astronaute américain († 3 octobre 1995).
- 20 septembre : Phil Fontaine, homme politique.
- 23 septembre : Loren J. Shriver, astronaute américain.
- 24 septembre : Dominique Blanc-Francard, ingénieur du son et producteur de musique français.
- 25 septembre :
  - Jean-Pierre Ricard, religieux français, nommé cardinal en 2006.
  - Michael Douglas, acteur américain.
- 29 septembre : Marina Hedman (Marina Frajese), actrice Italo-suédoise.
- 30 septembre : 
  - Diane Dufresne, chanteuse, Canada.
  - Bernard Debré, professeur de médecine et homme politique français († 13 septembre 2020).
  - Jean-Louis Debré, homme politique français († 4 mars 2025).

## Décès
- 5 septembre : Gustave Biéler
- 16 septembre : Pierre-Marie Gourtay, évêque catholique français, vicaire apostolique de Cayenne (° 8 mai 1874).
- 26 septembre : Ewa Matuszweska, résistante polonaise.
- 27 septembre : Aristide Maillol, sculpteur et peintre français (° 8 décembre 1861).